# Boortmeerbeek
Boortmeerbeek är en kommun i Belgien.   Den ligger i provinsen Flamländska Brabant och regionen Flandern, i den centrala delen av landet, 21 km nordost om huvudstaden Bryssel. Antalet invånare är 11 840.
Runt Boortmeerbeek är det i huvudsak tätbebyggt. Runt Boortmeerbeek är det tätbefolkat, med 493 invånare per kvadratkilometer.